# Epiacanthus hasegawai
Epiacanthus hasegawai är en insektsart som beskrevs av Anufriev 1976. Epiacanthus hasegawai ingår i släktet Epiacanthus och familjen dvärgstritar. Inga underarter finns listade i Catalogue of Life.